# Nationaal Baggermuseum
Het Nationaal Baggermuseum is een museum in de Zuid-Hollandse plaats Sliedrecht. In dit museum valt van alles te zien over de geschiedenis van de baggerindustrie in Sliedrecht.
In 1958 kwam Prof. Ir. W.A. Bos met het plan voor een museum over de geschiedenis van Sliedrecht en de baggerindustrie. In 1962 werd het raadhuis aangekocht en in 1964 werd het Sliedrechts Museum geopend. Toen het pand te klein werd in 1971, werd besloten een apart museum te openen voor de baggerindustrie. Het Nationaal Baggermuseum aan Molendijk 16 werd op 23 juni 1973 geopend door ir. H.T. den Breejen, de toenmalige voorzitter van de Vereniging Centrale Baggerbedrijf.
In 1976 is het Baggermuseum verhuisd naar Molendijk 204. In 1978, 1982 en 1995 werd het museum verder uitgebreid.
In het museum zijn niet alleen historische maar ook uiterst moderne modellen van baggervaartuigen te zien. Daarnaast zijn er oude prenten, foto's, tekeningen, en objecten uit het verleden, waaronder opgebaggerde voorwerpen.

## Afbeeldingen

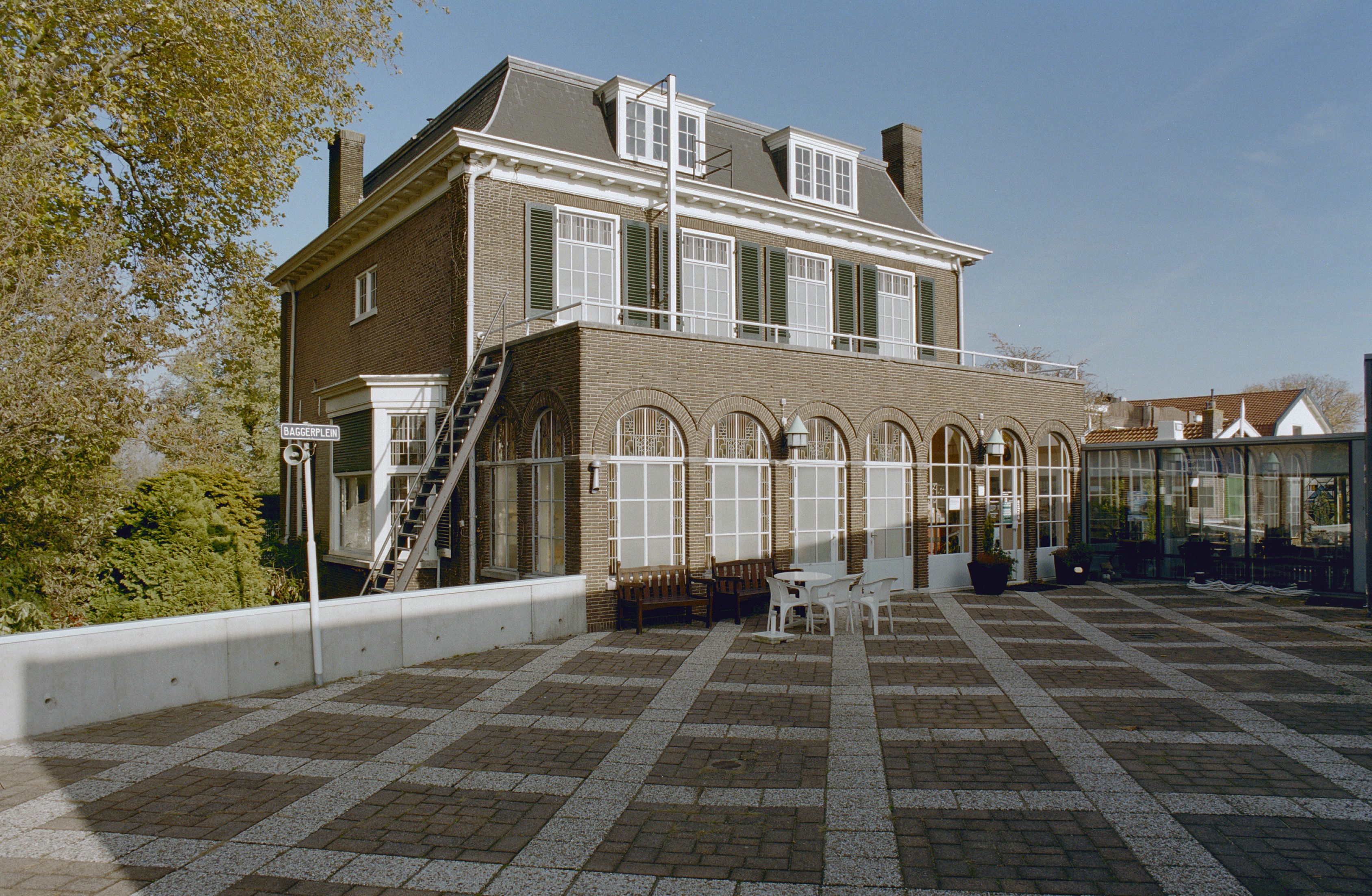
Zuidgevel Nationaal Baggermuseum
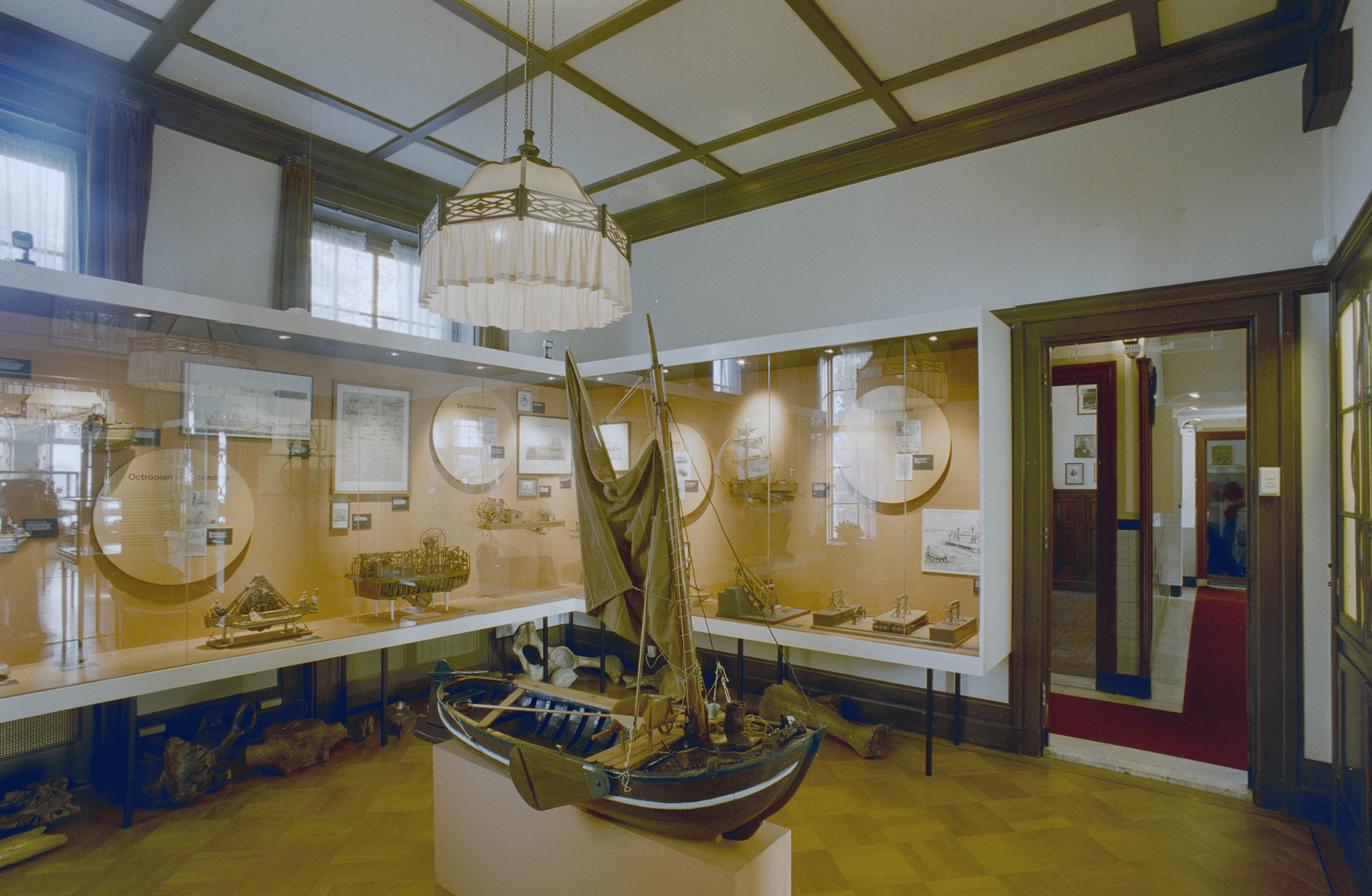
Tentoonstellingsruimte
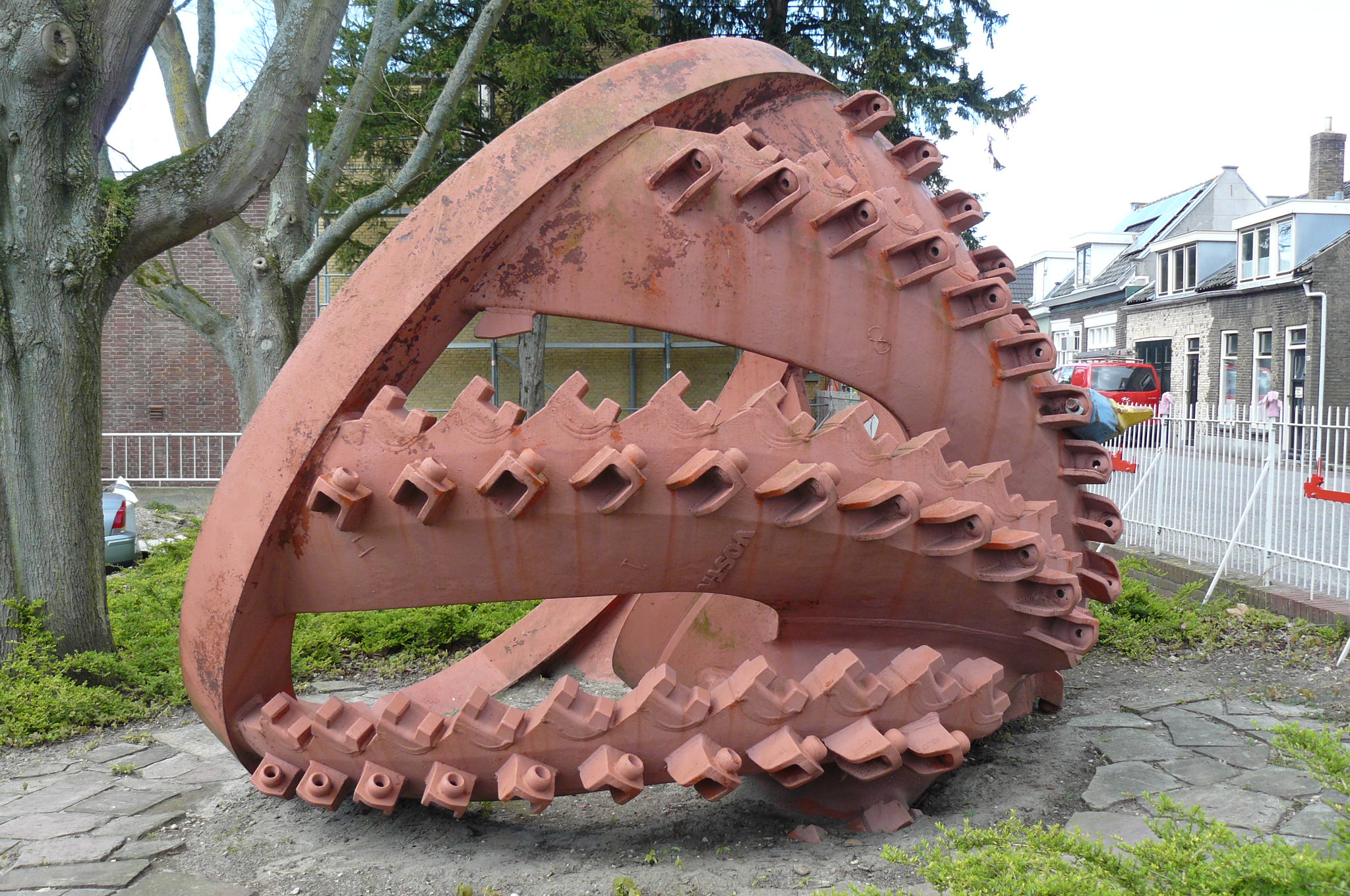
Snijkop ex baggereiland Simon Stevin
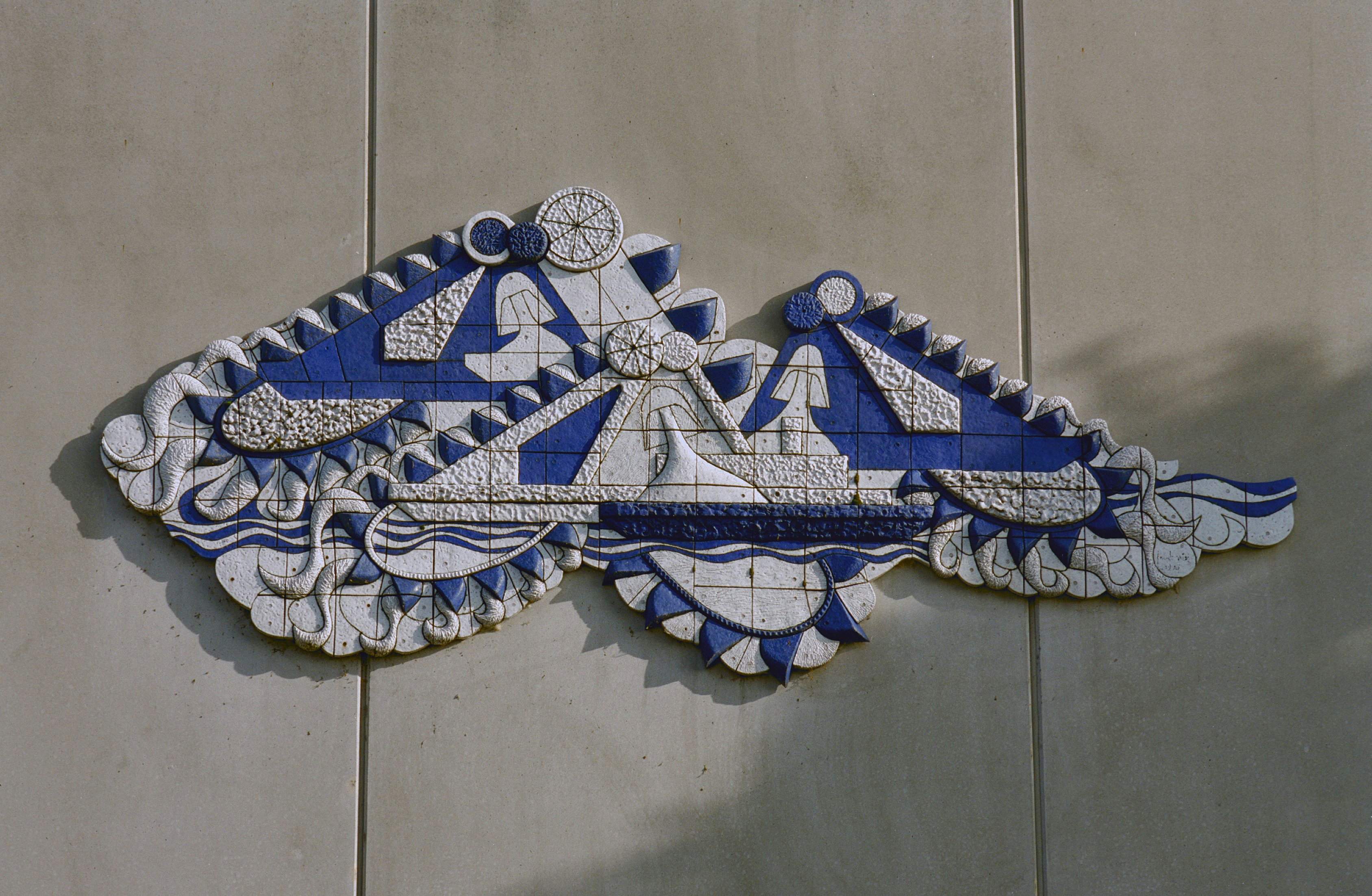
Kunstwerk westgevel expositieruimte
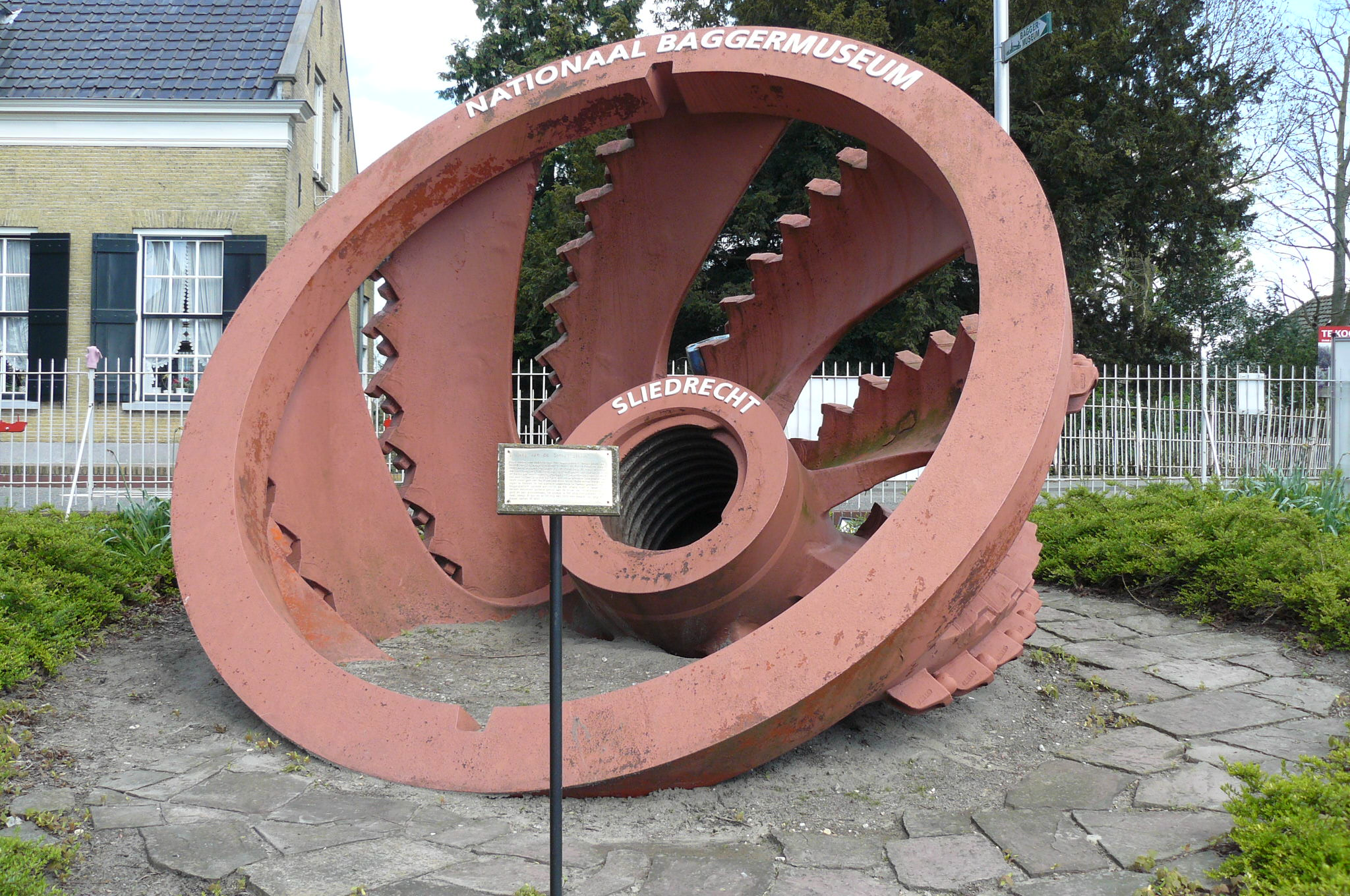
Snijkop binnenzijde